# Шабуры (Кировская область)
Шабуры — село в составе Опаринского района Кировской области. 

## География
Находится на расстоянии примерно 36 километров по прямой на юго-запад от районного центра поселка Опарино.

## История
Село известно с 1859 года как погост, где в 4 дворах проживало 15 человек. С 1891 года упоминается Рождественская церковь. В 1926 году отмечено дворов 13 и жителей 17, в 1950 47 и 95, в 1989 году было 167 жителей. В советское время работали колхозы им. 1 Мая, и им. Карла Маркса, позже создано ООО «Восход≫. В селе имелись больница, школа, дом культуры, библиотека. До 2021 года входило в Стрельское сельское поселение Опаринского района, ныне непосредственно в составе Опаринского района.

## Население
Постоянное население  составляло 146 человек (русские 96%) в 2002 году, 73 в 2010.

## Люди, связанные с селом
- Безденежных, Александр Степанович (1927—2003) — уроженец села Шабуры, советский инженер-конструктор, руководитель производства по изготовлению аппаратуры для ракетной техники[4].